# Station The Lakes
The Lakes is een spoorwegstation van National Rail in Earlswood, Stratford-on-Avon in Engeland. Het station is eigendom van Network Rail en wordt beheerd door West Midland Trains. Het station is geopend in 1935. Het station is een request stop, waar treinen alleen stoppen op verzoek.